# Jan Simons (koetsenmaker)
Jan Simons of Jean Simons le jeune (Brussel, gedoopt 28 augustus 1739 - aldaar, 20 juli 1822) was een koetsenmaker die een grote werk- en herstelplaats uitbouwde en de Europese vorsten van luxewagens voorzag.

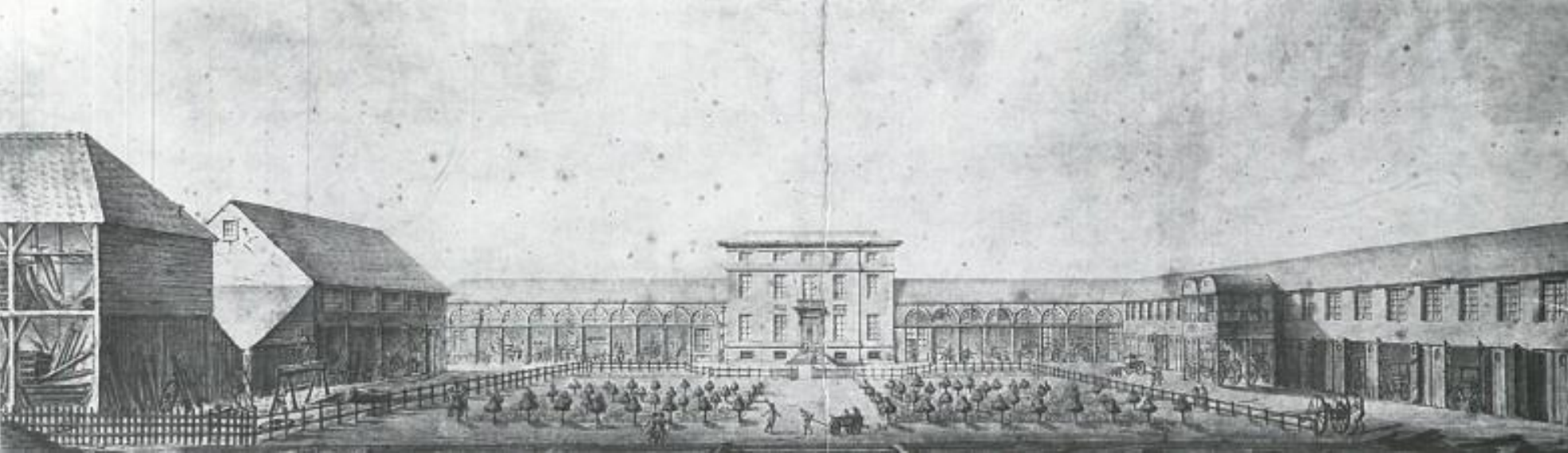
Woning en werkplaatsen van Simons, getekend in 1778 door zijn zoon Michel

## Leven
Simons kwam uit een Brusselse familie van smeden en zadelmakers. Hij zette de rijtuigenzaak van zijn vader Karel († 1750) op de Houtmarkt voort en begon in 1764 met een grootschalige koetsenmakerij. Zijn doel was in te spelen op de vraag naar diligences, want hij had begrepen dat openbaar vervoer belangrijk werd, maar zonder de markt voor berlines en coupés te verwaarlozen. Hij vestigde zich bij de noordelijke stadswallen op een groot terrein tussen de Blekerijstraat en de Broekstraat. Wars van de rigide ambachtenstructuur creëerde hij een moderne onderneming die allerlei stielmannen samenbracht: stelmakers, carrossiers, garnisseurs, veermakers, hoefsmeden, mechaniekers, schilders, vergulders, kopersmelters, beeldsnijders... Hij verschafte hen onderdak bij zijn herenhuis en de twee tegenover elkaar gelegen werkplaatsen, waartussen zich een tuin bevond. Het complex lag in de nabijheid van de Groendreef, waar de beau monde elke zondag kwam paraderen.
Met zijn commerciële en georganiseerde aanpak onderscheidde Simons zich van het twaalftal andere koetsenmakers dat Brussel in die tijd telde. Hij zorgde ervoor dat zijn werknemers goed werden opgeleid en dat ze over alle materialen beschikten. Ook deed hij een beroep op gerenommeerde ontwerpers, zoals de Franse kunstenaar Janel. Al snel kreeg Simons bestellingen voor de duurste berlines. De orders bleven niet beperkt tot het eigen land en het Weense hof. Hij voerde uit naar alle hoeken van Europa: naar Frankrijk en Duitsland, naar Italië en Spanje, naar Zweden en Rusland. Onder zijn klanten waren keizerin Maria Theresia en haar kinderen Jozef, Ferdinand en Maria Christina, koning Gustaaf III van Zweden, de groothertog van Rusland, de hertog van Arenberg, de prinsen van Ligne, Condé en Starhemberg, de graaf van Zinzendorf, de markies van Marigny en ridder Desandrouin. Regelmatig bekwam Simons belastingvrijstellingen om concurrentieel te kunnen zijn met Frankrijk en Engeland. Hij dineerde op het paleis in Wenen, won gouden medailles en kreeg keizerlijk bezoek in zijn ateliers.
Een deel van zijn vermogen gebruikte Simons om zijn kinderen te lanceren in de zaken. Zijn oudste zoon Michel werd in 1780 met 100.000 livres naar Duinkerke gestuurd om er het handelshuis Simons, Catrice et Cie op te richten, weldra vervoegd door Henri. In 1791 trok Michel naar Parijs. Hij werd er bankier en leverancier van het leger, een positie die zijn familie geen windeieren legde toen de Belgische gebieden onder Frans bestuur kwamen.
Ondertussen had vader Simons in 1790 meer dan honderd mensen in dienst. Zijn koetsen werden geroemd om hun elegantie, comfort (ophanging, opklapbare voetsteunen) en kostbare materialen (Russisch leer, zijde). De Franse Revolutie drukte de vorstelijke bestellingen, maar in 1801 leverde Simons twee berlines aan Napoleon Bonaparte. Toen de eerste consul twee jaar later Brussel bezocht, was de luxeberline die hij als geschenk kreeg afkomstig uit het atelier van Pierre Simons, de zoon van Jan die een eigen zaak was begonnen. De Continentale Blokkade leidde tot een crisis die Jan Simons niet te boven kwam. Hij legde in 1810 de boeken neer. Zijn huis werd in 1815 verhuurd aan hertog Charles Lennox, wiens vrouw een voormalige werkplaats liet optuigen om er het Bal van de Hertogin van Richmond te geven.

## Familie
Simons trouwde op 30 maart 1761 met de koopmansdochter Anne Pauwels († 1782). Ze hadden negen kinderen:
- Michel Jean (1762-1833), die toeleverancier van het leger werd en bankier in Parijs.
- Henri (°1764), handelaar in timmerhout
- Charles (°1765)
- Pierre (1767-1847), opvolger die een eigen koetsenmakerij begon en vader van spoorwegpionier Pieter Simons
- Thérèse (°1768)
- Marie (°1771)
- Julie (°1774)
- Caroline (°1775), in 1797 getrouwd met generaal Pierre Margaron
- Anne-Françoise (1776-1776)

Na de dood van zijn vrouw hertrouwde Simons in 1797 met de Franse actrice Julie Candeille (1764-1834).